# 石仲女
石仲女（せきちゅうじょ、宝暦13年〈1763年〉 - 没年不明）とは、江戸時代の女性浮世絵師。

## 来歴
鳥山石燕の門人、「石中女」とも。作画期は安永頃とされ、石燕門下の歳旦帖に「石仲女」とありまた絵馬を描いている。

## 作品
- 「紫式部の図」　絵馬　円融寺（埼玉県秩父市）所蔵　※「安永四未九月　石燕門人石中女十三歳筆」とあり